# میکر (کلرادو)
میکر (به انگلیسی: Meeker) شهری در ایالت کلرادو کشور ایالات متحده آمریکا است که جمعیت آن در سرشماری سال ۲۰۱۰ میلادی، ۲٬۴۷۵ نفر بوده‌است.